# 劉貫道
劉貫道（？—？），字仲賢，中山（今河北定縣）人，元朝画家。其所畫道釋人物，宗法於晉唐，山水宗李成、郭熙，花竹鳥獸亦能集諸家之長。其畫筆法凝練，堅實有力，造型準確，生動傳神，成為當時畫壇的高手。傳世作品有國立故宮博物院收藏的《元世祖出獵圖》、《元世祖半身像》與《元世祖察必皇后半身像》，以及納爾遜藝術博物館收藏的《消夏圖》。

## 作品

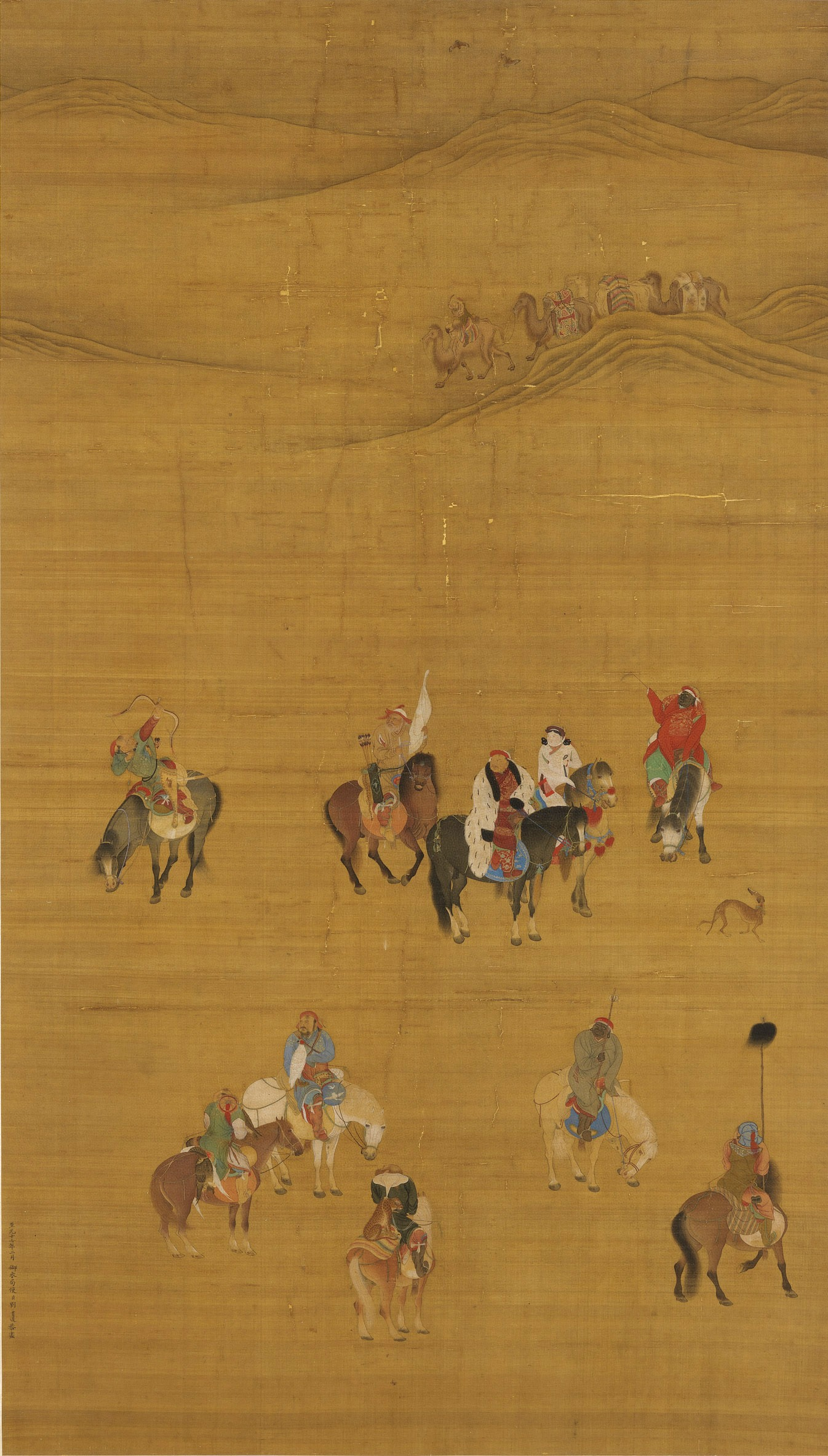
1280年所作《元世祖出獵圖》，縱182.9公分，橫104.1公分。
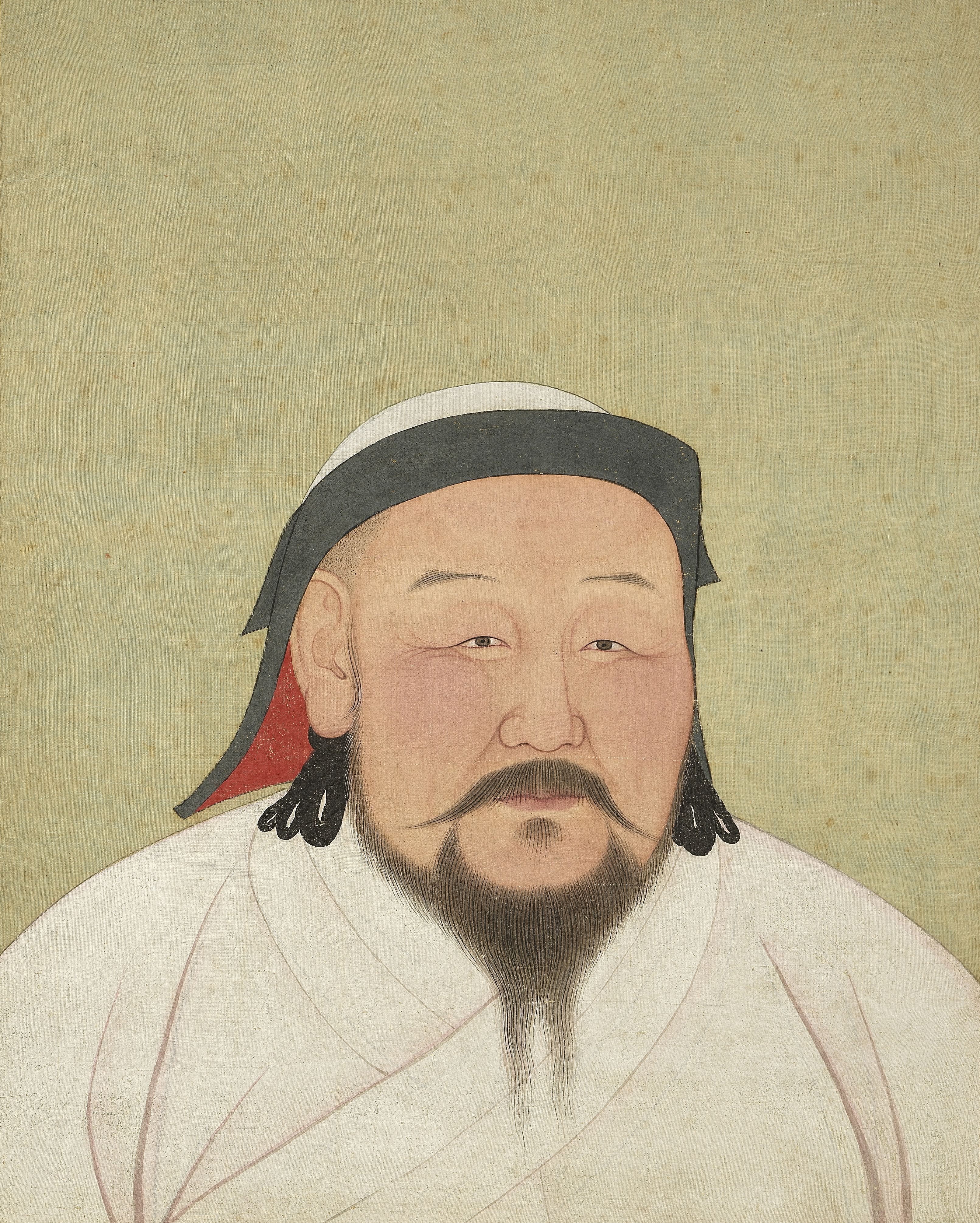
約1271至1294年所作《元世祖半身像》，縱59.4公分，橫47公分。
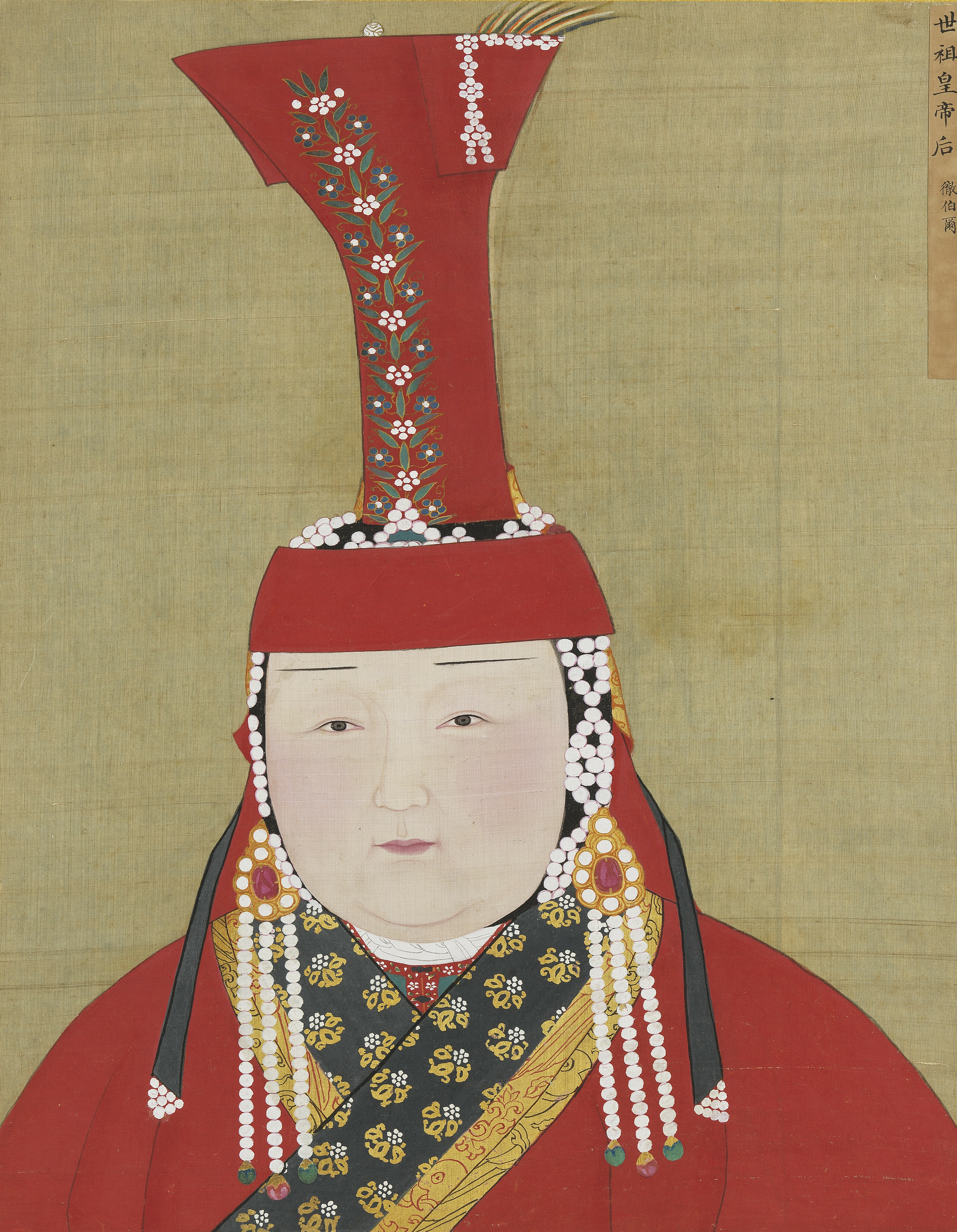
約1271至1281年所作《元世祖察必皇后半身像》，縱61.5公分，橫48公分。

另有《如來法會》卷、《積雪圖》、《群仙獻壽圖》藏於台灣台北國立故宮博物院